# یولیا خاتیس
یولیا خاتیس (لهستانی: Julia Chatys؛ زادهٔ ۲۶ سپتامبر ۱۹۹۶) بازیگر اهل لهستان است. وی فارغ‌التحصیل مدرسه ملی فیلم ووچ است.
از فیلم‌ها یا مجموعه‌های تلویزیونی که وی در آن‌ها نقش داشته است، می‌توان به پرستار کودک، دهن‌به‌دهن، در خوشی و سختی، در خیابان سپولنی و بایگان اشاره نمود.